# サリー・プレスマン
サリー・プレスマン（Sally Pressman, 1981年8月1日 - ）は、アメリカ合衆国ニューヨーク出身の女優である。

## 出演作品

### テレビ
- アーミー・ワイフ（ロキシー・ルブラン）
- クリミナル・マインド FBI行動分析課
- SHARK カリスマ敏腕検察官
- グッドガールズ: 崖っぷちの女たち Good Girls (2018 - )
- PERSON of INTEREST 犯罪予知ユニット　シーズン３epi13　ホリー役

### 映画
- ドレッド・ライジング